# Новый Кременчук
Новый Кременчук (укр. Новий Кременчук) — село,
Гейковский сельский совет,
Криворожский район,
Днепропетровская область,
Украина.
Основано в качестве еврейской земледельческой колонии.
Код КОАТУУ — 1221881404. Население по переписи 2001 года составляло 256 человек.

## Географическое положение
Село Новый Кременчук находится в 3-х км от правого берега реки Боковенька,
на расстоянии в 1 км от села Кривбасс.
Рядом проходит железная дорога, станция Гейковка в 2-х км.